# Галустян Амаяк Саакович
Амаяк Саакович Галустян (серпень 1900, село Ардашар Еріванського повіту Еріванської губернії, тепер Вірменія — розстріляний 16 вересня 1938, місто Єреван, тепер Вірменія) — вірменський радянський діяч, 3-й секретар ЦК КП(б) Вірменії.

## Життєпис
Народився в серпні 1900 року в родині селянина-бідняка. У 1914 році закінчив Двін-Айсорське двохкласне училище в селі Двін Еріванської губернії.
З червня 1914 по липень 1920 року працював сільськогосподарським робітником, наймитом у заможних селян в селі Ардашар Еріванського повіту.
Член РКП(б) з березня 1920 року. У 1920 році вступив також до комсомолу.
З серпня по жовтень 1920 року сидів у гарнізонній в'язниці в місті Ерівані (Республіка Вірменія). У жовтні 1920 року вийшов із ув'язнення.
У листопаді 1920 — травні 1921 року — командир групи і політпрацівник червоногвардійського загону, який діяв біля села Камарлу.
У травні — листопаді 1921 року — відповідальний секретар Камарлинського дільничного комітету комсомолу (КСМ) Вірменії.
У грудні 1921 — квітні 1922 року — завідувач організаційного відділу Камарлинського дільничного комітету КП(б) Вірменії.
У травні 1922 — вересні 1924 року — завідувач організаційного відділу, інструктор Еріванського повітового комітету КП(б) Вірменії.
У 1922 році закінчив Центральну повітову партійну школу в місті Ерівані.
У вересні 1924 — травні 1928 року — студент Закавказького комуністичного університету імені 26-ти Бакинських комісарів у місті Тифлісі.
У червні 1928 — жовтні 1929 року — інструктор ЦК КП(б) Вірменії в місті Ерівані.
У жовтні 1929 — травні 1930 року — відповідальний секретар Мегринського повітового комітету КП(б) Вірменії Зангезурського округу.
У травні — вересні 1930 року — відповідальний секретар Камарлинського районного комітету КП(б) Вірменії Еріванського округу.
У жовтні — грудні 1930 року — завідувач організаційно-інструкторського відділу Еріванського міського комітету КП(б) Вірменії.
У грудні 1930 — квітні 1931 року — секретар станційного комітету КП(б) Вірменії залізничної станції Ленінакан.
У травні 1931 — лютому 1933 року — відповідальний інструктор Закавказького крайового комітету ВКП(б); завідувач сектору Закавказького крайового комітету ВКП(б) у Тифлісі.
У лютому — грудні 1933 року — завідувач організаційно-інструкторського відділу Еріванського міського комітету КП(б) Вірменії.
У січні — грудні 1934 року — відповідальний інструктор, помічник начальника Політичного сектора Народного комісаріату землеробства Закавказької РФСР з кадрів у Тифлісі.
У січні 1935 — жовтні 1936 року — заступник начальника Політичного відділу Управління Закавказької контори будівництва залізниць у Тифлісі.
У жовтні 1936 — вересні 1937 року — 1-й секретар Амасійського районного комітету КП(б) Вірменії.
23 вересня — 31 жовтня 1937 року — 3-й секретар ЦК КП(б) Вірменії.
31 жовтня 1937 року заарештований 4-м відділом УДБ НКВС Грузинської РСР у Тбілісі, 23 грудня 1937 року етапований до Єревана. 20 липня 1938 року на виїзній сесії Воєнної колегії Верховного суду СРСР в місті Єревані засуджений до страти, розстріляний 16 вересня 1938 року.
Посмертно реабілітований 28 грудня 1955 року.